# 21466 Franpelrine
A 21466 Franpelrine (ideiglenes jelöléssel 1998 HZ91) a Naprendszer kisbolygóövében található aszteroida. A LINEAR projekt keretében fedezték fel 1998. április 21-én.